# Кольонія-Мроковська
Кольонія-Мроковська (пол. Kolonia Mrokowska) — село в Польщі, у гміні Лешноволя Пясечинського повіту Мазовецького воєводства.
У 1975-1998 роках село належало до Варшавського воєводства.